# Ateralphus
Ateralphus – rodzaj chrząszczy z rodziny kózkowatych. 

## Zasięg występowania
Przedstawiciele tego rodzaju występują w Ameryce Południowej od Peru i Gujany na płn. po Argentynę na płd.

## Systematyka
Do Ateralphus zaliczanych jest 6 gatunków:
- Ateralphus auritarsus
- Ateralphus dejeani
- Ateralphus javariensis
- Ateralphus lucianeae
- Ateralphus senilis
- Ateralphus subsellatus.